# نهر أونون
نهر أونون (بالمنغولية: Онон гол)‏ اونون جول (بالروسية: Оно́н)‏ هو أحد الأنهار الدولية في آسيا، حيث يمتد داخل كلا من منغوليا وروسيا. طوله حوالي 818 كم وتبلغ مساحة مستجمعه المائي حوالي 94010 كم2. ينبع نهر أونون من المنحدر الشرقي لجبال خينتي. ويتدفق النهر داخل منغوليا لمسافة يبلغ طولها 298 كم. ثم يجتمع نهر أونون إلى نهر إنغودا ليتكون منهما نهر شيلكا.
يعد نظام المياه أونون — شيلكا — نهر آمور أحد أطول عشرة أنهار في العالم، ويبلغ طوله 818 كم + 560 كم + 2874 كم.

## في التاريخ

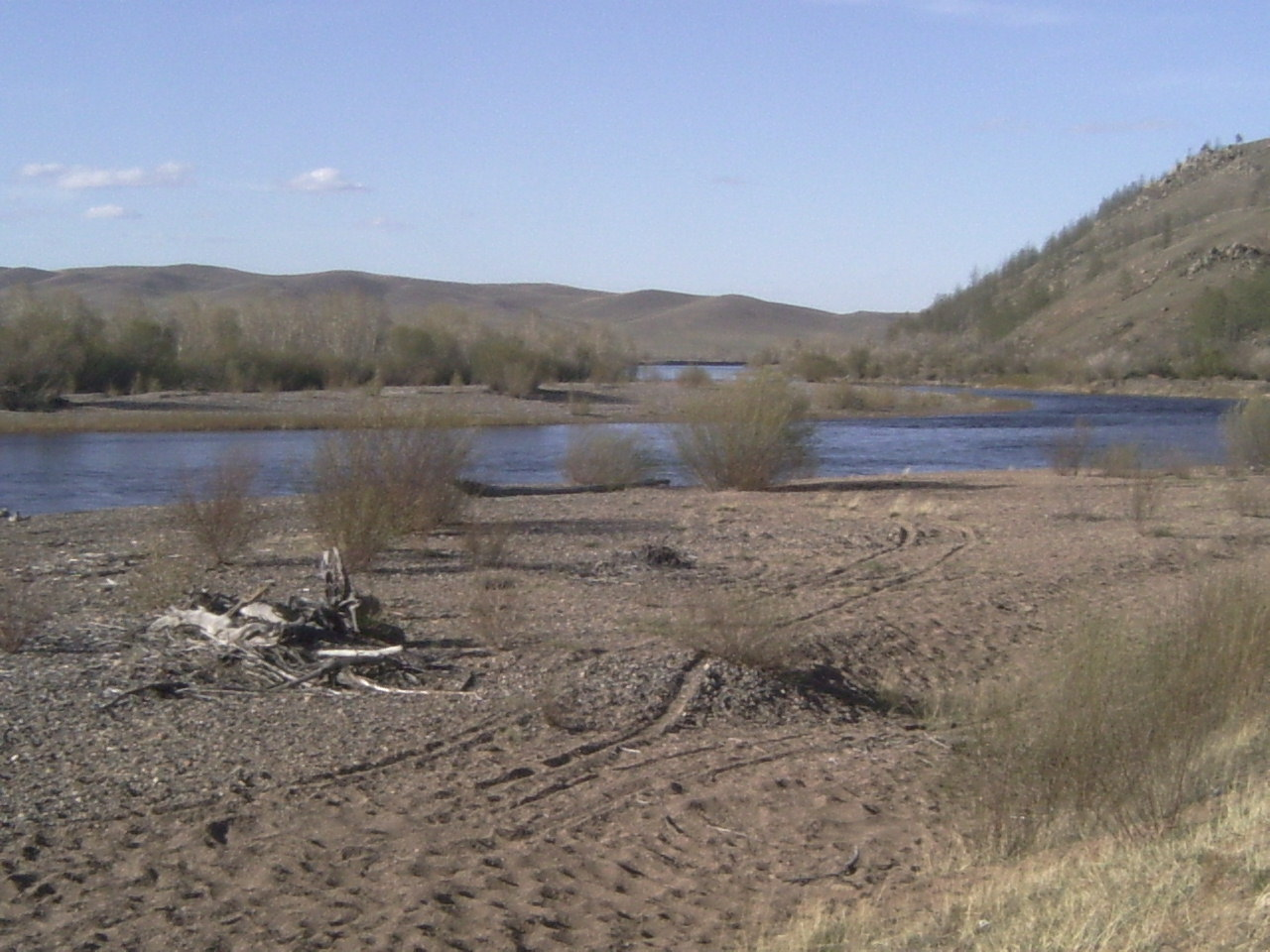
نهر أونون، بالقرب من مسقط رأس جنكيز خان.

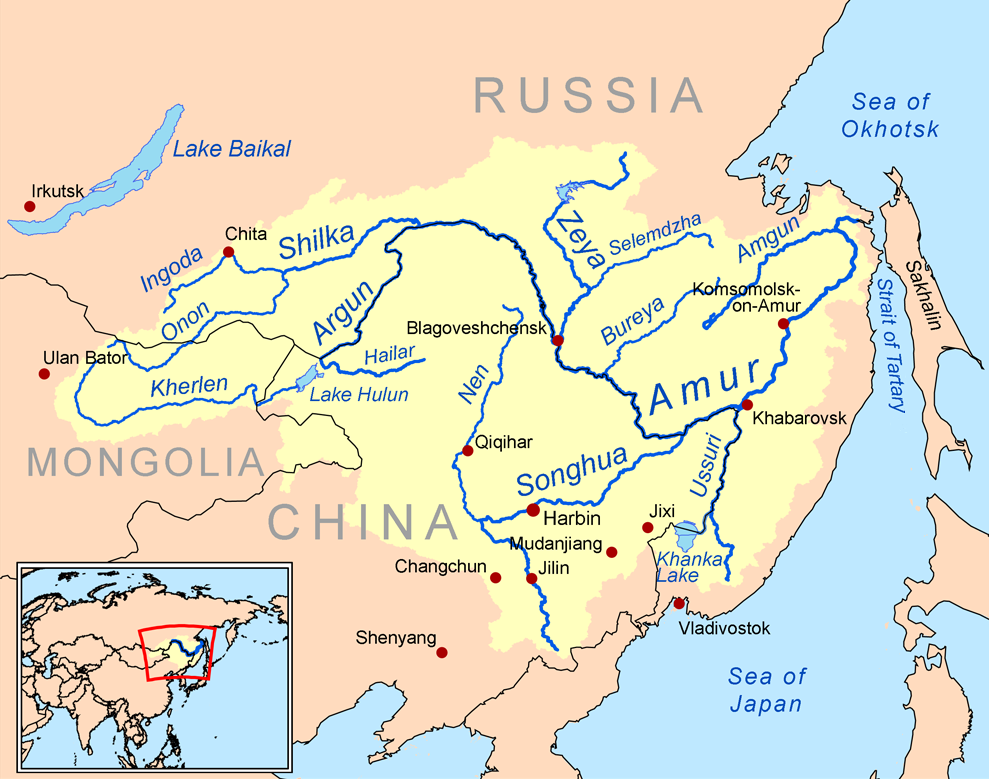
ينضم نهر أونون إلى نهر شيلكا الذي ينضم إلى نهر Amur

الجزء العلوي من نهر أونون هو أحد المناطق التي يُقال أنها المكان الذي ولد فيه جنكيز خان وعاش هناك.
يبدأ تاريخ السري للمغول على هذا النحو: «جاء إلى العالم» Borte Chono «(الذئب الأزرق الرمادي) الذي كان مصيره إرادة السماء. كانت زوجته» غوا مارال«(ظبية البور الجميلة). لقد سافروا عبر البحر الداخلي، وعندما تم معسكرهم بالقرب من مصدر نهر أونون في مرمى بورخان خلدون، ولد ابنهم الأول، واسمه بات تساجان».
يذكر رجب محمود إبراهيم في كتابة «تاريخ المغول وسقوط بغداد» أن جنكيز خان قد وُلد ونشأ في منطقة حول نهر أونون، فيقول: «لكن الأم "إلون" لم تستسلم لليأس، ... في تلك البلاد الموحشة في أعالي نهر أونون، ... وكانت للحياة الخشنة التى عاشها تيموجين (جنكيز خان) وإخوته ردود فعل عنيفة وفظة،».
كذلك يُذكر أن جنكيز خان قد دُفنَ بالقرب من أعالي النهر، فقد جاء في كتاب «التاريخ كما كان» ما نصه: «توفي بعيدا قرب إقليم سو الصيني، وحُمل جثمانه إلى منغوليا، ودُفن في منطقة يخرج منها نهر أونون وكورلين، وبقي موضع الدفن سرًا كما كانت مجمل حياتهم سرًا.» 
في عام 1403 وهو العام الأول للإمبراطور «تشينجزو» أصدر مرسوما يمنحه السلطة على القبائل التي تعيش عند نهر آمور، وفي عام 1409 أقسم مشايخ «نورجان» يمين الولاء للإمبراطور «يونجلي»، وفي عام 1411 أمر الإمبراطور بإنشاء سلطة تمتد من نهر أونون في الغرب إلى جزيرة سخالين في الشرق وإلى منطقة خينجان في الشمال وبحر اليابان في الجنوب.